# Medikinhal, Lingsugur
Medikinhal là một làng thuộc tehsil Lingsugur, huyện Raichur, bang Karnataka, Ấn Độ.